# Marpa
Marpa (1012 – 1097) è il fondatore del lignaggio di trasmissione Kagyu del Buddismo tibetano.

## Biografia
Marpa nacque da una famiglia di ricchi proprietari terrieri nella vallata di Trowo, situata nel Tibet del sud. Minore di tre fratelli, si distinse subito per il suo carattere irascibile ed ostinato. Suo padre evinse dal suo comportamento che se il figlio avesse intrapreso una buona via, avrebbe ottenuto grande successo spirituale o materiale, ma che se avesse intrapreso una via negativa, avrebbe reso la vita difficile a tutta la famiglia. Quindi si prodigò affinché il figlio potesse accedere ad una buona istruzione e ad insegnamenti Buddisti.
All'età di dodici anni Marpa iniziò a studiare da un insegnante Buddista locale, che lo iniziò al buddismo e gli insegnò a leggere e scrivere. Marpa eccelse negli studi ma si rivelò essere una calamità per gli altri studenti, con i quali litigava costantemente.
La cattiva reputazione di Marpa si diffuse velocemente, questo convinse il padre ad affidarlo ad un insegnante che fosse importante e situato molto lontano da casa.
Marpa scelse di partire per studiare dal famoso Lama traduttore Drogmi, fondatore della tradizione Sakya del Buddismo tibetano.
Marpa studiò per 3 anni, nei quali Drogmi si rifiutò di dargli insegnamenti Buddisti avanzati, ma lo rese abile nel Sanscrito scritto e nelle lingue indiane.
Gli anni trascorsi con Drogmi rafforzarono la curiosità di Marpa per il Buddismo, fu così che egli, insoddisfatto dalla ritrosia del maestro a dargli insegnamenti, decise di recarsi in India, dove al tempo vivevano i più grandi maestri realizzati.
Sul tragitto verso l'India, incontrò Nyo di Kharak, anche lui diretto verso l'India per il medesimo motivo. I due decisero di viaggiare insieme.
Attraversando il Nepal, Marpa e Nyo incontrarono due discepoli del Siddha Nāropā.
Marpa rimase impressionato dalle qualità chiaramente legate alla meditazione degli studenti di Naropa, fu così che decise di mettersi alla sua ricerca. Nyo invece non vide nulla di speciale negli studenti di Naropa e decise di andare ad incontrare altri maestri di filosofia e meditazione Buddista.
Dopo un lungo viaggio, Marpa giunse da Naropa, che lo accettò immediatamente come studente e gli trasmise gli insegnamenti.
Per sedici anni Marpa ricevette da Naropa iniziazioni ed insegnamenti. Su consiglio di Naropa stesso, ne ricevette altri da Jnanagarbha e dal Siddha Kukkuripa.
Un altro discepolo di Naropa, Siddha Maitripa, gli trasmise gli insegnamenti Mahāmudrā sino a quando egli ne raggiunse la perfetta comprensione.
Dopo aver fatto ritorno in Tibet, Marpa dedicò molti anni alla traduzione delle copie manoscritte dagli insegnamenti tantrici che aveva ricevuto in India. Nel frattempo creò una comunità agricola e fondò un centro buddista nel villaggio di Lhobrag; sposò qui la sua prima consorte, Dagmema, dalla quale ebbe molti figli.
La sua fama come traduttore ed insegnante si diffuse velocemente, tuttavia egli accettò con sé pochi e selezionati discepoli.
Dopo alcuni anni, egli decise di tornare in India per raccogliere altri insegnamenti.
Tornato dall'India per la seconda volta, si concentrò per diversi anni sulla traduzione dei nuovi insegnamenti e nella guida dei suoi studenti; ebbe particolarmente a cuore uno di essi: Milarepa.
Proprio una richiesta di Milarepa lo spinse a ritornare per la terza volta in India; nonostante il viaggio fosse pericoloso e la sua età molto avanzata, egli riuscì nell'impresa. In India il suo maestro Nāropā, che stava per lasciare il proprio corpo, gli apparve in una visione per trasmettergli gli importanti insegnamenti che stava cercando, dopodiché Marpa fece ritorno in Tibet.
Marpa fece spesso uso di sogni e presagi per comprendere il corso degli eventi futuri. Egli fu un maestro particolarmente difficile, divenendo noto sia per i suoi scatti d'ira che per la sua generosità e buon umore.
Dopo aver posto saldamente le basi per lo sviluppo della tradizione Kagyu in Tibet, egli lasciò il suo corpo nel 1097, all'età di 85 anni.
I suoi principali discepoli furono: Jetsun Milarepa, Ngok Chö Ku Dorje, Tsurtön Wangye e Meton Tsönpo.